# Curt Taucher
Curt Taucher, né le 25 octobre 1885 à Nuremberg et mort le 7 août 1954 à Munich, est un ténor allemand, reconnu pour ses interprétations du répertoire wagnérien et straussien. Il est actif sur les grandes scènes lyriques européennes et américaines dans les années 1920 et 1930, notamment au Metropolitan Opera de New York.

## Biographie et formation
Curt Taucher étudie le chant à Munich auprès du professeur Heinrich Hermann. Il commence sa carrière en 1908 au théâtre municipal d’Augsbourg dans le rôle de Faust de Charles Gounod. Il chante ensuite à Chemnitz (1911–1914) et à Hanovre (1915–1920).

## Carrière

### Semperoper de Dresde
En 1920, Taucher rejoint la Semperoper de Dresde où il reste jusqu’en 1934. Il y crée notamment des rôles dans deux opéras contemporains : celui du jeune aveugle dans Die toten Augen d’Eugen d’Albert et Ménélas dans Die ägyptische Helena de Richard Strauss.

### Metropolitan Opera de New York
Entre 1922 et 1927, Taucher se produit au Metropolitan Opera de New York. Il y fait ses débuts dans le rôle de Siegmund dans La Walkyrie le 23 novembre 1922. Il y chante environ 95 représentations dans une dizaine de rôles, en particulier dans des opéras de Richard Wagner.
Un épisode marquant de cette période survient le 11 mars 1925, lors d’une représentation de Siegfried : alors suspendu dans les airs pour une entrée spectaculaire, Taucher chute de plus de 7 mètres sur la scène, se blesse gravement aux poignets, mais reprend son rôle sous les acclamations du public.

### Autres scènes européennes
Après sa carrière au Met, il se produit au Gran Teatre del Liceu de Barcelone (1929), à l’Opéra d'État de Vienne (1930), aux Festivals de Salzbourg et au Grand Théâtre de Genève (1931), ainsi qu’au Royal Opera House de Covent Garden à Londres (1932).
Taucher se retire de la scène en 1935.

## Style et répertoire
Ténor dramatique de type Heldentenor, Curt Taucher est apprécié pour la puissance de sa voix et sa présence scénique. Il est particulièrement à l’aise dans les œuvres de Wagner et de Strauss, mais aborde également des rôles du répertoire italien et français. Ses enregistrements, bien que rares, montrent un style sobre et mesuré.

## Discographie
Taucher a enregistré dans les années 1920 pour les labels Polydor et Parlophone, notamment des extraits de :
- La Walkyrie (Wagner)
- Siegfried (Wagner)
- Turandot (Puccini)
- Faust (Gounod)

Certains de ces enregistrements sont aujourd’hui accessibles via des archives ou des plateformes comme Internet Archive ou YouTube.

## Réception et postérité
Son professionnalisme et son engagement sur scène lui valent l’estime de ses contemporains. Son rôle dans la diffusion du répertoire wagnérien aux États-Unis est notable. Bien que moins connu aujourd’hui, il figure dans plusieurs anthologies consacrées aux grands ténors du XXe siècle.